# Dummeldorf
Dummeldorf ist ein Gemeindeteil von Johanniskirchen und eine Gemarkung im niederbayerischen Landkreis Rottal-Inn.

## Lage
Das Dorf erstreckt sich entlang der Staatsstraße 2108 und ist mit dem nördlich angrenzenden Johanniskirchen baulich verbunden. Auf der Gemarkung liegen die Orte Brand, Dummeldorf, Guteneck und Weihern, Orte der ehemaligen Gemeinde Dummeldorf.

## Geschichte
Dummeldorf war in seiner Entstehung eng an die Geschichte von Burg Guteneck geknüpft. Vielleicht war es anfangs ein von den Besitzern Gutenecks erbautes Dorf. Die eigenständige Hofmarkgerechtigkeit von Dummeldorf wurde bereits 1446 erwähnt, damals verkaufte Wilhelm von Fraunhofen Burg Guteneck mit der Hofmark Dummeldorf an Hans Zaunrieder. Die Geschichte von Dummeldorf entspricht von da an der von Burg Guteneck. In Dummeldorf war von 1821 bis 1848 ein Patrimonialgericht II. Klasse eingerichtet.
1522 stand in Dummeldorf ein gemauertes Schloss. Von diesem ist nichts mehr nachgewiesen.
Die Gemeinde Dummeldorf bestand 1925 aus den vier Orten Brand, Dummeldorf, Guteneck und Weihern, hatte 221 Einwohner, davon 138 im Dorf Dummeldorf, und 232 Hektar Gemeindegebiet. Ihre Einwohnerzahl hatte 1939 ihren Höchststand mit 232. Am 1. Januar 1946 wurde sie nach Johanniskirchen eingemeindet.